# 1804
1804 (MDCCCIV) a fost un an bisect al calendarului gregorian, care a început într-o zi de duminică.

## Evenimente

### Mai
- 18 mai: Napoleon Bonaparte este proclamat împărat al Franței de către Senatul Franței.

### Decembrie
- 12 decembrie: Spania declară război Marii Britanii.

### Nedatate
- Prima demonstrație cu o locomotivă cu aburi, a fost făcută în Regatul Unit al Marii Britanii și al Irlandei, care a parcurs cei 16 km în 4 ore (8 km/oră), tractând cele cinci vagoane, cântărind peste 50 tone. Inventatorul era un galez pe nume Richard Trevithick.

## Nașteri
- 20 ianuarie: Eugène Sue (n. Marie Joseph Sue), scriitor francez (d. 1857)
- 7 februarie: John Deere, inventator și producător american de echipamente agricole (d. 1886)
- 2 martie: Auguste Raffet, desenator, gravor și pictor francez (d. 1860)
- 14 martie: Johann Strauss (tatăl), compozitor austriac (n. 1849)
- 1 iunie: Mihail Glinka, compozitor rus (d. 1857)
- 1 iulie: George Sand (n. Amantine-Aurore-Lucile Dupin), scriitoare franceză (d. 1876)
- 28 iulie: Ludwig Feuerbach, filosof german (d. 1872)
- 23 noiembrie: Franklin Pierce, al 14-lea președinte al SUA (1853-1857), (d. 1869)
- 10 decembrie: Carl Gustav Jacob Jacobi, matematician german (d. 1851)

## Decese
- 12 februarie: Immanuel Kant, 79 ani, filosof german (n. 1724)
- 1 martie: Prințesa Caroline de Parma, 33 ani (n. 1770)